# Riorges
Riorges é uma comuna francesa na região administrativa de Auvérnia-Ródano-Alpes, no departamento de Loire. Estende-se por uma área de 15,51 km². Em 2010 a comuna tinha 11 036 habitantes (densidade: 711,5 hab./km²).